# Dysdera flagellata
Dysdera flagellata este o specie de păianjeni din genul Dysdera, familia Dysderidae, descrisă de Grasshoff, 1959.
Este endemică în Italia. Conform Catalogue of Life specia Dysdera flagellata nu are subspecii cunoscute.